# Arhopala pagaiensis
Arhopala pagaiensis är en fjärilsart som beskrevs av Ollenbach 1921. Arhopala pagaiensis ingår i släktet Arhopala och familjen juvelvingar. Inga underarter finns listade i Catalogue of Life.